# Bernhard Flaschberger (sciatore 1996)
Bernhard Flaschberger (6 luglio 1996) è un fondista ed ex combinatista nordico austriaco.

## Biografia
Originario di Sankt Veit im Pongau, nella prima parte della sua carriera ha gareggiato principalmente nella combinata nordica: ai Mondiali juniores di Val di Fiemme 2014 ha vinto la medaglia d'oro nella gara a squadre dal trampolino normale; nella stagione successiva ha esordito in Coppa del Mondo, il 29 novembre 2014 a Kuusamo (14º), e ha nuovamente vinto la medaglia d'oro nella gara a squadre dal trampolino normale ai Mondiali juniores, disputatisi quell'anno ad Almaty.
Nel 2015, sempre ai Mondiali juniores (tenutisi a Râșnov), ha vinto altre due medaglie d'oro dal trampolino normale (nella 10 km e nella gara a squadre) e il 4 marzo ha conquistato il suo unico podio in Coppa del Mondo classificandosi 3º nella gara a squadre disputata a Schonach im Schwarzwald. Ha preso per l'ultima volta il via in Coppa del Mondo il 4 febbraio 2018 a Hakuba (14º) e si è ritirato dalle competizioni di combinata nordica nel gennaio del 2019: la sua ultima gara nella specialità è stata la prova a squadre di Coppa Continentale disputata il 13 gennaio a Kuusamo, chiusa da Flaschberger al 3º posto.
Nello sci di fondo ha a lungo gareggiato prevalentemente a livello nazionale; dopo il ritiro dalle gare di combinata nordica ha preso parte a diverse granfondo e ha esordito in Coppa del Mondo il 13 dicembre 2020 nella 15 km a tecnica libera disputata a Davos (52º). In carriera non ha preso parte né a rassegne olimpiche né iridate.

## Palmarès

### Combinata nordica

#### Mondiali juniores
- 4 medaglie:
  - 4 ori (gara a squadre dal trampolino normale a Val di Fiemme 2014; gara a squadre dal trampolino normale ad Almaty 2015; 10 km, gara a squadre dal trampolino normale a Râșnov 2016)

#### Coppa del Mondo
- Miglior piazzamento in classifica generale: 53º nel 2016
- 1 podio (a squadre):
  - 1 terzo posto

#### Campionati austriaci
- 2 medaglie[1]:
  - 1 argento (trampolino normale nel 2015)
  - 1 bronzo (staffetta nel 2014)

#### Campionati austriaci juniores
- 6 medaglie[1]:
  - 3 ori (5 km, 10 km nel 2012; individuale nel 2015)
  - 1 argento (10 km nel 2016)
  - 2 bronzi (5 km, 10 km nel 2013)

### Sci di fondo

#### Campionati austriaci
- 4 medaglie:
  - 2 argenti (30 km, sprint nel 2017)
  - 2 bronzi (15 km nel 2017; 30 km nel 2019)

#### Campionati austriaci juniores
- 3 medaglie[1]:
  - 1 oro (staffetta nel 2014)
  - 1 bronzo (15 km TL nel 2013)